# Venaus
Venaus es una localidad y comune italiana de la provincia de Turín, región de Piamonte, con 962 habitantes.

## Evolución demográfica

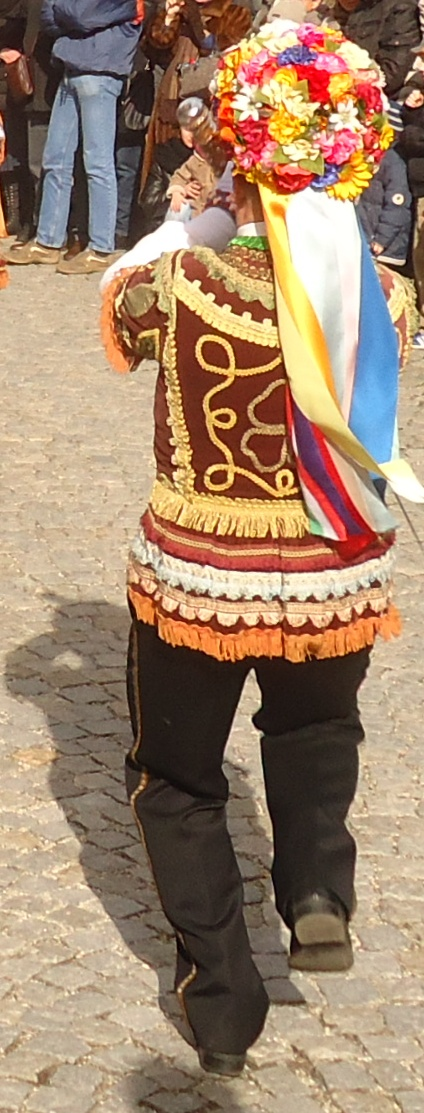
Spadonaro

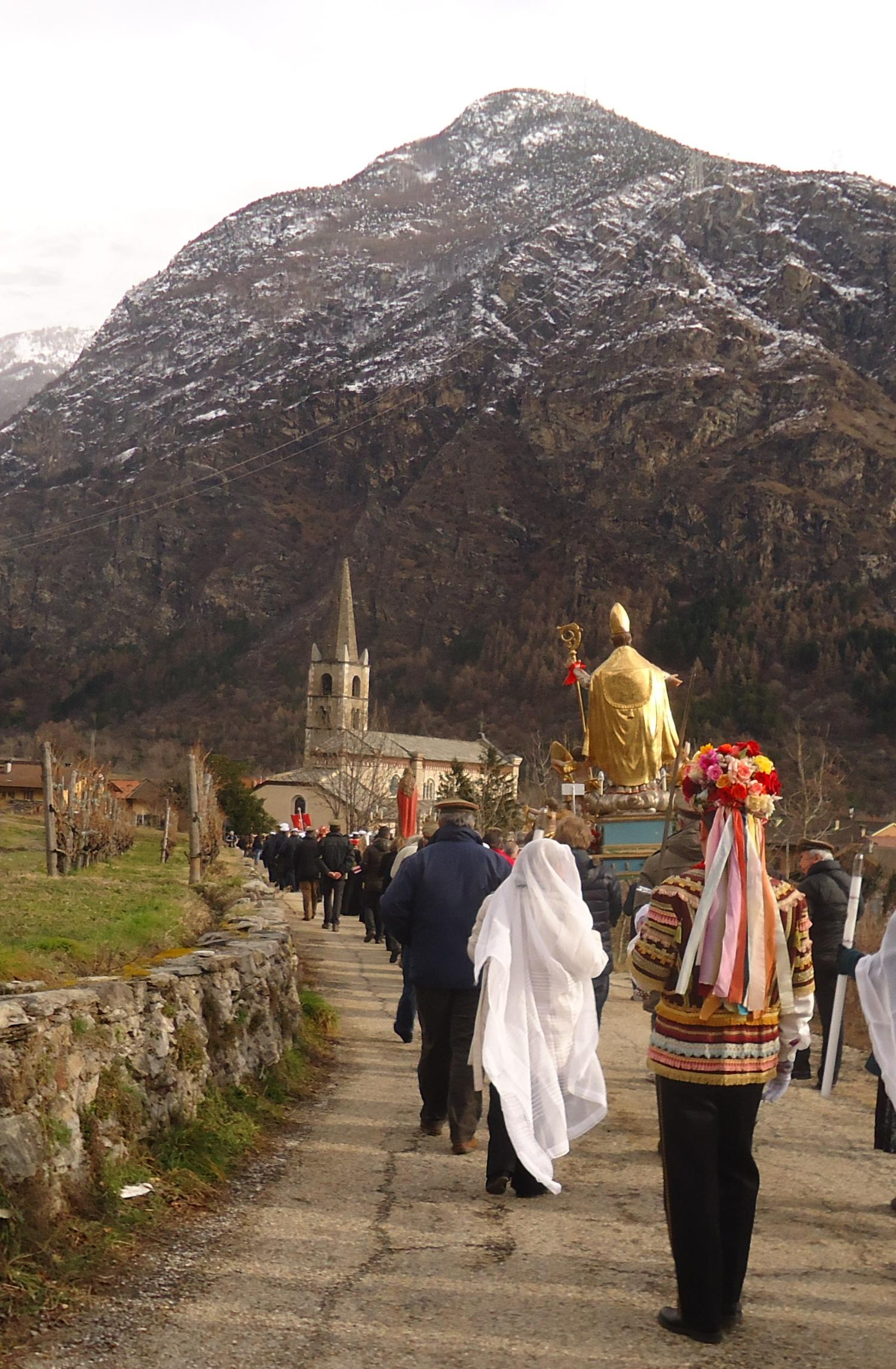
Processó amb spadonaro

| Gráfica de evolución demográfica de Venaus entre 1861 y 2001 |
|                                                              |
| Fuente ISTAT - elaboración gráfica de Wikipedia              |